# Exhibit A
Exhibit A es una película británica de suspenso psicológico independiente de 2007 dirigida por Dom Rotheroe y producida por Darren Bender para Warp Films. La película es un ejemplo del género de metraje encontrado y está protagonizada por Bradley Cole, Brittany Ashworth, Angela Forrest y Oliver Lee. Fue filmada en locaciones de Yorkshire y Suffolk y estrenada el 1 de octubre de 2007 en el Festival de Cine de Raindance. Fue la última película en la quetrabajó el prolífico especialista Roy Alon.

## Argumento
Judith King vive con su padre Andy, su madre Sheila y su hermano Joe en el Reino Unido. Judith usa una cámara de video que le regalaron para documentar sus problemas; ella es gay y aún no se lo ha contado a su familia, y está enamorada de Claire, una adolescente al otro lado de la calle. A menudo espía a Claire y la filma desde la ventana del dormitorio. En un viaje para ver su nueva casa, Judith intenta convencer a Andy de que no haga que la familia se mude, pero no puede contarle que está enamorada de Claire.
Andy busca un ascenso, pero las tensiones financieras y la presión familiar hacen que se comporte de forma errática. Una noche, Andy llega a casa cubierto de sangre y afirma que su colega Ray ha sufrido una herida en la cara. Parece probable que Andy no consiga el ascenso ni pueda vender la casa, y esto le causa más angustia mental. Shelia y Joe comienzan a discutir frecuentemente con Andy. Una noche, Judith se esconde en el jardín y Andy intenta agarrarla; ella grita y vuelve corriendo al interior, cerrando la puerta detrás de ella en su dormitorio.
Andy construye impulsivamente una nueva piscina y los King organizan una fiesta en la piscina durante su jornada de puertas abiertas. Un Ray desfigurado aparece sin ser invitado, se enoja y casi ataca a Andy, quien lo escolta afuera. Judith filma en secreto su enfrentamiento. Ray culpa a Andy por su lesión y lo acusa de intentar robarle el trabajo, revelando que Andy le ha estado mintiendo a la familia sobre el futuro de su carrera y que Ray obtuvo el ascenso por encima de él. Más tarde, Andy descubre que Judith ha estado filmando sus problemas de comportamiento.
Incapaces de costear la nueva casa de sus sueños, los King se refugian en su antigua casa. Consternada, Sheila va a trabajar y Joe y Judith van a la escuela. Andy explora la casa y descubre que Sheila prefiere a Joe sobre Judith debido a la depresión posparto que sufrió. Descubre que Joe tiene un alijo de drogas ilegales, un vídeo de Joe recibiendo sexo oral y un santuario secreto para Claire que Judith ha construido. Ante la cámara, Andy admite que fue él quien lastimó a Ray para intentar conseguir el ascenso mientras Ray estaba incapacitado.
Esa noche los despierta una alarma de humo y descubren que Andy ha cerrado todas las puertas y ventanas. Luego revela todo lo que ha descubierto sobre la familia disfuncional, incluido el enamoramiento secreto de Judith por Claire. Shelia y Joe le dan un ultimátum a Andy: o se van ellos o Andy se va. Una Sheila enojada también revela que hace años abortó en secreto su tercer embarazo porque temía a Andy.
Al día siguiente, Judith regresa a casa después de visitar a Claire y descubre que su padre está a punto de suicidarse. A pesar de su abrazo, Andy la estrangula antes de asesinar a Joe. Sheila ve a Andy sobre los cuerpos y comienza a gritar, solo para que Andy la asesine también. Andy, sollozando, declara que se reunirá con su familia. Golpea la cámara, lo que hace que gire frente a la cara de Judith, lo que revela que ella todavía está viva. Luego, Andy golpea y rompe la cámara por última vez, dejando desconocido el destino de Judith.
Luego, la película se corta y muestra a la familia junta en la playa, antes de que Andy note la cámara y la apague.

## Reparto
- Bradley Cole como Andy Rey
- Brittany Ashworth como Judith Rey
- Ángela Forrest como Sheila King
- Oliver Lee como Joe King
- Jason Allen como Wayne
- Charles Davies como Rayo
- Botón Emily como Claire
- Belinda Lazenby como Mo
- David Walker como Mike
- Terry Mann como Stu
- Dennis Turner como Sr. Miller
- John Douglas como Juan
- Helen Fell como Asistente de ventas

## Lanzamiento
La película se presentó en festivales de cine a nivel internacional durante 2007 y 2008 con proyecciones en el Festival de Cine de Raindance, el Festival de Cine de Berlín, el Festival Internacional de Cine de Sofía y el Febiofest de Praga, y luego recibió un estreno cinematográfico limitado. La película estuvo disponible en DVD en EE. UU. el 16 de marzo de 2010, en el Reino Unido el 21 de junio de 2010, y estuvo disponible para transmitir en línea a través del servicio de video a pedido MUBI en septiembre de 2010.

## Premios y recepción
La película recibió una recepción crítica positiva tras su estreno. La película recibió el título de 'Mejor Película del Reino Unido' en el Festival de Cine de Raindance y posteriormente fue nominada en tres categorías: 'Mejor Actor Revelación', 'Premio Raindance' y 'Mejor Logro en Producción' en el Premios del Cine Independiente Británico. Las críticas han descrito la película de diversas formas como "una obra maestra de horror que aumenta gradualmente" y "un thriller ingenioso y convincente" , con énfasis en las actuaciones de los actores Bradley Cole y Brittany Ashworth, quienes dar "giros destacados" .